# Godod
Godod é um município de  quarta classe de renda municipal (d) na província Zamboanga do Norte, nas Filipinas. De acordo com o censo de 1 de maio  de  2020 possui uma população de 17 510 pessoas e 4 217 domicílios.